# It Hurts (Slow)
«It Hurts (Slow)» (кор. «아파 (Slow)»; Apa (Slow)) — седьмой сингл корейской поп-группы 2NE1 с их первого студийного альбома To Anyone, изданный 31 октября 2010 года.

## Информация о песне
Стилистически «It Hurts (Slow)» можно отнести к жанру R&B. Первое живое выступление 2NE1 с этой песней состоялось 28 сентября на шоу Yoo Hee-yeol’s Sketchbook. О её выпуске в качестве сингла было объявлено спустя месяц.
В качестве сингла песня была впервые представлена на телешоу SBS Inkigayo в хэллоуин. Видеоклип также вышел 31 октября. Режиссёром стал Ким Хечжон, в клипе снялся актёр и модель Ли Су Хёк. Поскольку видеоклип вышел в хэллоуин, его стилистика мрачная и тёмная.
«It Hurts (Slow)» была благодушно воспринята в прессе. В рецензии портала AllKpop композиция названа «глотком свежего воздуха», рецензент положительно отнёсся к отсутствию электронного звучания, что отличает песню от остальных треков с диска To Anyone. Издание Star News также оценило отличие песни от других композиций с альбома и её полностью иное направление.

## Чарты
| Чарт (2010) | Наивысшая позиция |
| ----------- | ----------------- |
| Gaon Chart  | 4                 |

| Чарт (2010) | Наивысшая позиция |
| ----------- | ----------------- |
| Gaon Chart  | 6                 |

| Чарт (2010)          | Позиция |
| -------------------- | ------- |
| Gaon Chart           | 30      |
| Gaon Downloads Chart | 62      |
| Gaon Streaming Chart | 72      |